# Croton salzmannii
Espèce
Croton salzmannii est une espèce de plantes à fleurs du genre Croton et de la famille des Euphorbiaceae, présente au Brésil (Bahia).
Il a pour synonymes :
- Cieca pycnophyllus, (Schltdl. ex Müll.Arg.) Kuntze
- Croton phlomoides, Salzm. ex Baill., 1864
- Julocroton chodatii, Croizat
- Julocroton pycnophyllus, Schltdl. ex Müll.Arg.
- Julocroton pycnophyllus forma latifolius, Chodat & Hassl.
- Julocroton salzmannii, Baill.